# Kefasi Chitsala
Kefasi Kasiteni Chitsala (* 24. Juni 1994 in Lilongwe) ist ein malawischer Leichtathlet. Er ist spezialisiert auf den Mittel- und Langstreckenlauf. Sein Wettkampfgewicht liegt nach Angabe der Commonwealth Games 2018 bei 54 kg bei einer Körpergröße von 1,60 m, laut der Olympia-Datenbank sports-reference.com bei 63 kg und 1,70 m.

## Erfolge
Er nahm an den Commonwealth Games 2014 in Glasgow und 2018 in Gold Coast teil. Bei seiner Teilnahme 2014 im 1500-Meter-Lauf schied er im Vorlauf aus, im 5000-Meter-Finale wurde er 20. Bei seiner Teilnahme 2018 wurde er mit einer Zeit von 29:21,68 min 12. im 10.000-Meter-Lauf.
Bei den Olympischen Sommerspielen 2016 in Rio de Janeiro  war er Fahnenträger bei der Eröffnungs- und Abschlussfeier für Malawi. Er startete dort im 5000-Meter-Lauf und schied mit 14:52,89 min in der Vorrunde aus.
Bei den Afrikaspielen 2019 in Rabat wurde er mit 14:18,39 min 23. im 5000-Meter-Lauf und mit 30:10,27 min 13. im 10.000-Meter-Lauf.

## Bestleistungen

### Freiluft
- 1500-Meter-Lauf: 3:55,95 min am 1. August 2014 in Glasgow
- 3000-Meter-Lauf: 8:27,83 min am 2. Juli 2014 in Cheltenham
- 5000-Meter-Lauf: 14:18,39 min am 30. August 2019 in Rabat
- 10.000-Meter-Lauf: 29:21,68 min am 13. April 2018 in Gold Coast